# Los Angeles Sparks 2009
La stagione 2009 delle Los Angeles Sparks fu la 13ª nella WNBA per la franchigia.
Le Los Angeles Sparks arrivarono terze nella Western Conference con un record di 18-16. Nei play-off vinsero la semifinale di conference con le Seattle Storm (2-1), perdendo poi la finale di conference con le Phoenix Mercury (2-1).

## Roster
| N° | Naz.                   | Ruolo | Sportivo        | Anno | Alt. | Peso |
| -- | ---------------------- | ----- | --------------- | ---- | ---- | ---- |
| 3  | Stati Uniti (bandiera) | AC    | Candace Parker  | 1986 | 193  | 79   |
| 6  | Stati Uniti (bandiera) | G     | Shannon Bobbitt | 1985 | 157  | 59   |
| 8  | Stati Uniti (bandiera) | C     | DeLisha Milton  | 1974 | 185  | 75   |
| 9  | Stati Uniti (bandiera) | C     | Lisa Leslie     | 1972 | 196  | 77   |
| 10 | Australia (bandiera)   | G     | Kristi Harrower | 1975 | 163  | 63   |
| 14 | Stati Uniti (bandiera) | A     | Lindsay Wisdom  | 1986 | 188  | 84   |
| 22 | Stati Uniti (bandiera) | G     | Betty Lennox    | 1976 | 173  | 65   |
| 24 | Stati Uniti (bandiera) | G     | Marie Ferdinand | 1978 | 175  | 69   |
| 32 | Stati Uniti (bandiera) | A     | Tina Thompson   | 1975 | 188  | 81   |
| 45 | Stati Uniti (bandiera) | G     | Noelle Quinn    | 1985 | 183  | 79   |
| 55 | Stati Uniti (bandiera) | C     | Vanessa Hayden  | 1982 | 193  | 109  |

## Staff tecnico
- Allenatore: Michael Cooper
- Vice-allenatori: Laura Beeman, Marianne Stanley
- Preparatore atletico: Rachel Schlachet
- Preparatore fisico: Bruce Deziel